# Fredrik Ljungberg
Karl Fredrik "Freddie" Ljungberg (n. 16 aprilie 1977, Vittsjö⁠(d), Kristianstads län⁠(d), Suedia) este un fost fotbalist internațional suedez. Ultimul club la care a evoluat a fost Shimizu S-Pulse, din campionatul Japoniei. Freddie Ljungberg a fost căpitanul selecționatei Suediei până la retragerea sa din națională în 2008. Pe 24 august 2012 Ljungberg și-a anunțat încheierea carierei sale de fotbalist.

## Statistici carieră
|              |                     |                     | Campionat | Campionat | Cupă    | Cupă   | Cupa Ligii | Cupa Ligii | Continental | Continental | Total   | Total  |
| Sezon        | Club                | Campionat           | Meciuri   | Goluri    | Meciuri | Goluri | Meciuri    | Goluri     | Meciuri     | Goluri      | Meciuri | Goluri |
| ------------ | ------------------- | ------------------- | --------- | --------- | ------- | ------ | ---------- | ---------- | ----------- | ----------- | ------- | ------ |
| 1994         | Halmstad            | Allsvenskan         | 1         | 0         |         |        | -          | -          | -           | -           | 1       | 0      |
| 1995         | Halmstad            | Allsvenskan         | 16        | 1         |         |        | -          | -          | 4           | 0           | 20      | 1      |
| 1996         | Halmstad            | Allsvenskan         | 20        | 2         |         |        | -          | -          | 3           | 0           | 23      | 2      |
| 1997         | Halmstad            | Allsvenskan         | 24        | 5         |         |        | -          | -          | 4           | 1           | 28      | 6      |
| 1998         | Halmstad            | Allsvenskan         | 18        | 2         |         |        | -          | -          | 2           | 0           | 20      | 2      |
| Total        | Suedia              | Suedia              | 79        | 10        |         |        | -          | -          | 13          | 1           | 92      | 11     |
| 1998–99      | Arsenal             | Premier League      | 16        | 1         |         |        |            |            | -           | -           | 16      | 1      |
| 1999–00      | Arsenal             | Premier League      | 26        | 6         |         |        |            |            | 14          | 2           | 40      | 8      |
| 2000–01      | Arsenal             | Premier League      | 30        | 6         |         |        |            |            | 13          | 2           | 43      | 8      |
| 2001–02      | Arsenal             | Premier League      | 25        | 12        | 5       | 2      | 0          | 0          | 9           | 3           | 39      | 17     |
| 2002–03      | Arsenal             | Premier League      | 20        | 6         | 4       | 1      | 0          | 0          | 8           | 2           | 32      | 9      |
| 2003–04      | Arsenal             | Premier League      | 30        | 4         | 4       | 4      | 0          | 0          | 9           | 2           | 43      | 10     |
| 2004–05      | Arsenal             | Premier League      | 26        | 10        | 6       | 2      | 0          | 0          | 6           | 2           | 38      | 14     |
| 2005–06      | Arsenal             | Premier League      | 25        | 1         | 1       | 0      | 1          | 0          | 9           | 1           | 36      | 2      |
| 2006–07      | Arsenal             | Premier League      | 18        | 0         | 3       | 1      | 0          | 0          | 5           | 1           | 26      | 2      |
| 2007–08      | West Ham United     | Premier League      | 25        | 2         | 1       | 0      | 0          | 0          | -           | -           | 26      | 2      |
| Total        | Anglia              | Anglia              | 241       | 48        | 24      | 10     | 1          | 0          | 73          | 15          | 339     | 73     |
| 2009         | Seattle Sounders FC | Major League Soccer | 22        | 2         | 1       | 0      | 2          | 0          | 0           | 0           | 25      | 2      |
| 2010         | Seattle Sounders FC | Major League Soccer | 15        | 0         | 0       | 0      | 0          | 0          | 0           | 0           | 15      | 0      |
| 2010         | Chicago Fire        | Major League Soccer | 15        | 2         | 0       | 0      | 0          | 0          | 0           | 0           | 15      | 2      |
| Total        | USA                 | USA                 | 52        | 4         | 1       | 0      | 2          | 0          | 0           | 0           | 55      | 4      |
| 2010–11      | Celtic              | Prima Ligă Scoțiană | 7         | 0         | 1       | 0      | 0          | 0          | 0           | 0           | 8       | 0      |
| Total        | Scoția              | Scoția              | 7         | 0         | 1       | 0      | 0          | 0          | 0           | 0           | 8       | 0      |
| 2011         | Shimizu S-Pulse     | J. League           | 8         | 0         | 0       | 0      | 0          | 0          | 0           | 0           | 8       | 0      |
| Total        | Japonia             | Japonia             | 8         | 0         | 0       | 0      | 0          | 0          | 0           | 0           | 8       | 0      |
| Career total | Career total        | Career total        | 387       | 62        | 26      | 10     | 3          | 0          | 86          | 16          | 502     | 88     |

### Națională
| Suedia | Suedia  | Suedia |
| An     | Meciuri | Goluri |
| ------ | ------- | ------ |
| 1998   | 6       | 1      |
| 1999   | 7       | 1      |
| 2000   | 8       | 0      |
| 2001   | 9       | 0      |
| 2002   | 5       | 0      |
| 2003   | 4       | 1      |
| 2004   | 10      | 4      |
| 2005   | 7       | 5      |
| 2006   | 8       | 1      |
| 2007   | 6       | 1      |
| 2008   | 5       | 0      |
| Total  | 75      | 14     |

## Goluri internaționale
| Gol | Data              | Stadion                                | Oponent       | Scor | Rezultat | Competiție                                             |
| --- | ----------------- | -------------------------------------- | ------------- | ---- | -------- | ------------------------------------------------------ |
| 1.  | 28 mai 1998       | Malmö Stadion, Malmö                   | Danemarca     | 1–0  | 3–0      | Amical                                                 |
| 2.  | 31 martie 1999    | Stadion Śląski, Chorzów                | Polonia       | 1–0  | 1–0      | Preliminariile Campionatului European de Fotbal 2000   |
| 3.  | 7 iunie 2003      | Stadio Serravalle, Serravalle          | San Marino    | 0–3  | 0–6      | Preliminariile Campionatului European de Fotbal 2004   |
| 4.  | 14 iunie 2004     | Estádio José Alvalade, Lisabona        | Bulgaria      | 1–0  | 5–0      | Euro 2004                                              |
| 5.  | 4 septembrie 2004 | Stadionul Ta' Qali National, Ta'Qali   | Malta         | 0–4  | 0–7      | Calificările pentru Campionatul Mondial de Fotbal 2006 |
| 6.  | 4 septembrie 2004 | Stadionul Ta' Qali National, Ta'Qali   | Malta         | 0–6  | 0–7      | Calificările pentru Campionatul Mondial de Fotbal 2006 |
| 7.  | 9 octombrie 2004  | Stadionul Råsunda, Stockholm           | Ungaria       | 1–0  | 3–0      | Calificările pentru Campionatul Mondial de Fotbal 2006 |
| 8.  | 9 februarie 2005  | Stade de France, Paris                 | Franța        | 0–1  | 1–1      | Meci amical                                            |
| 9.  | 26 martie 2005    | Stadionul Vasil Levski National, Sofia | Bulgaria      | 0–1  | 0–3      | Calificările pentru Campionatul Mondial de Fotbal 2006 |
| 10. | 26 martie 2005    | Stadionul Vasil Levski National, Sofia | Bulgaria      | 0–3  | 0–3      | Calificările pentru Campionatul Mondial de Fotbal 2006 |
| 11. | 4 iunie 2005      | Ullevi, Göteborg                       | Malta         | 5–0  | 6–0      | Calificările pentru Campionatul Mondial de Fotbal 2006 |
| 12. | 3 septembrie 2005 | Stadionul Råsunda, Stockholm           | Bulgaria      | 1–0  | 3–0      | Calificările pentru Campionatul Mondial de Fotbal 2006 |
| 13. | 15 iunie 2006     | Olympiastadion, Berlin                 | Paraguay      | 1–0  | 1–0      | Campionatul Mondial de Fotbal 2006                     |
| 14. | 13 octombrie 2007 | Rheinpark Stadion, Vaduz               | Liechtenstein | 0–1  | 0–3      | Preliminariile Euro 2008                               |